# Andrea Petitpierre
Andrea Petitpierre (Brescia, 26 giugno 1949) è un allenatore di pallacanestro italiano.
Bresciano d'origine svizzera, ha allenato principalmente nel femminile guidando in Serie A1 italiana Busto Arsizio, Sesto San Giovanni, Priolo e Alcamo.

## Carriera
Inizia la sua traiettoria di allenatore in Serie B con Pavia e Milano, finché nel 1980 viene ingaggiato da Busto Arsizio, con cui conquista una promozione in A1 e tre stagioni nella massima serie.
Ingaggiato nel 1987-88 dall'Omsa Faenza, che conduce alla promozione dopo i play-off contro Bolzano, Bari e Gragnano. Confermato anche nella massima serie, conduce la squadra al settimo posto e ai play-off per lo scudetto contro Parma. La seconda stagione in A1 è meno brillante ed è conclusa all'11º posto, la terza si sfiorano i play-off e la squadra chiude nona. Si chiude così dopo un quadriennio l'esperienza faentina.
Continua in seguito con Bari, Brianza, Faenza (subentra a Dario Bellandi e si qualifica per i play-off; confermato, si salva al girone dei play-out), Cesena, nel 1997-'98 al Geas, Alcamo (nel 1998-99 e nel 1999-2000, sostituito dopo Natale da Stefano Ranuzzi), Varese, Venezia, Priolo e Alessandria; allena anche nel campionato svizzero dove conquista il campionato nella stagione 2005-2006, e chiude al secondo posto nelle due stagioni seguenti con i Lugano Tigers. Torna in Italia come vice di Valter Montini alla Geas Basket.
Viene ingaggiato dal Basket Alcamo nel 2010-11. Con la società trapanese ottiene la promozione in A1 al termine dei play-off. Nella stagione 2011/2012, dopo cinque sconfitte nelle prime cinque giornate di campionato ed l'eliminazione in Coppa Italia contro Priolo, Andrea Petipierre in accordo con la società trapanese lascia la panchina dell'Alcamo. A sorpresa, però, dopo le dimissioni di Giuseppe Barbara al termine di gara-1 dei play-out, è richiamato dalla dirigenza alcamese, anche in prospettiva futura, ma poi la società fallisce.
Nel 2013-14 è chiamato un'altra volta in Svizzera, ancora dai Lugano Tigers.
È stato anche allenatore della Nazionale svizzera Under-20 maschile.

## Palmarès
- Promozione dalla Serie A2 all'A1: 4
Pro Patria Busto Arsizio: 1982-83; C.A. Faenza: 1987-88; Alzate Brianza Basket: 1992-93; Basket Alcamo: 2010-11.
- Campionato svizzero: 2
Tigers Lugano: 2006-07, 2013-14